# محمد فرج العديني
محمد فرج العديني هو شاعر يمني. ولد عام 1930 في محافظة الحديدة. تلقى تعليمه في مسقط رأسه، ثم التحق بمعهد دار المعلمين وتخرج منه عام 1952. عمل مدرساً، وعين موجهاً لمادة اللغة العربية على مستوى الجمهورية العربية اليمنية عام 1977. وله مساهمات في كتابة الشعر الغنائي. وله ديوان شعر مخطوط بعنوان «الشعر في موكب القائد» يمدح فيه الرئيس السابق للجمهورية اليمنية علي عبد الله صالح.